# سرفة أحادية العين
سرفة أحادية العين (الاسم العلمي: Syrphus monoculus) هو نوع من الحشرات يتبع جنس السرفة من الفصيلة السرفات.